# 那須川天心 対 武尊戦
那須川天心 対 武尊は、THE MATCH 2022のメインイベントとして行われたキックボクシングの試合。開催年月日：2022年6月19日、会場：東京ドーム、主催者：THE MATCH 2022製作実行委員会。
格闘界史上最注目の興行で、“世紀の一戦”と格闘ファンのみならず、日本中から対戦が長らく熱望されていた。

## 対戦決定後の概要
2021年12月24日、都内で記者会見が行われ、2022年6月に両者が対戦することが発表された。体重は前日計量で58kg契約、当日計量もあり4kg戻しまで、のリカバリー制限。ワンキャッチワンアタックアリのキックボクシングルール、判定基準を明文化し、ルールはこれから詳細を詰める予定との発表がなされた。そして「年明け頃にイベントタイトル、主催組織、配信と放送局、その他チケットの問い合わせ先」を発表したいとした。RIZINのCEO・榊原信行は「天心選手は4月でキックボクシングを引退する予定だったので、武尊戦のためにキック引退を先延ばしする事は天心のボクシングキャリアにとってマイナスな事になるし、ボクシング関係者にもご迷惑をかけてしまう事になるが、関係各位にご理解いただいて実現させる事ができた」とコメントした。なお、武尊は「判定やドローは要らないので、延長無制限で」と希望していたが、榊原は「僕はPRIDE時代に桜庭和志 vs ホイス・グレイシーを15分無制限ラウンドでやって90分も闘わせちゃったことがあるんですよ。無制限ラウンドって言ったときにジャッジのメンタルで働くのは、みんな勝敗・優劣を付けるの怖がるから、ドロー、ドロー、ドローで、終わりがないじゃないですか。僕は放送局との尺の問題とか、これから地上波放送局、配信局とかいろんなことを考えると、まああってホント1Rとかの中で、どう決着を付けるのかってことに、これをオーガナイズする立場としてはしたいと思います。その中で、マストでどう決着をつけていくかみたいなところを模索したい。だから、武尊の思いはよーく分かります。完全決着付けるのがイコール無制限ラウンドじゃないって答えを僕が作り出せるように頑張ってやります。これは関係各位の皆さんとこれから調整をしていこうと思います」と無制限ラウンドには否定的ながら、ドロー決着無しには同意した。
2021年12月31日、RIZIN.33において那須川天心のRIZINラストマッチとなる五味隆典とのエキシビションマッチが行われ、試合後に武尊がリングに入場。武尊が「6月は最高の果し合いをしよう」と呼びかけると、天心も「僕からはじめた物語なんで、僕がしっかり終わらせてやろうと思う」と意気込んだ。
2022年2月27日、東京体育館で行われたK-1 WORLD GP 2022 JAPANにおいて武尊がK-1 WORLD GPフェザー級王者の軍司泰斗とエキシビションマッチを行う。試合後の記者会見にて、武尊が4月に試合を控えている那須川天心に向け「ケガだけしないでほしい。6月に万全の状態でやり合いたいので。東京ドームで待ってます」とエールを送った。
2022年4月1日、ドリームファクトリーワールドワイド・K-1・RISEの3社から、那須川天心 vs.武尊の試合が2022年6月19日に東京ドームで開催されることが発表された。
2022年4月7日、都内で試合興行に関する記者会見が行われた。出席したのは両選手のほか、RIZINの榊原、K-1プロデューサーの中村拓己、RISE代表の伊藤隆。大会名は『THE MATCH 2022』、ラウンド数は3分3ラウンドプラス延長1ラウンドが決定したと発表された。
2022年4月25日、雑誌GOETHEゲーテ6月号（幻冬舎）にて、これまで一度もメディアの取材を受けずにフィクサーとして暗躍し、かつて那須川天心陣営に対して訴訟を起こしたK-1実行委員会のトップでオーナーの矢吹満が藤田晋と対談し、矢吹は「K-1が100年続いていく歴史のなかで、たまにはこういう起爆剤があってもいいだろうと。ここでテレビの新しい見方を普及させる。そういう視点から、今回、K-1サイドとしては武尊選手の試合にGOを出したんです。あくまで例外です」と語った。
2022年6月9日、『THE MATCH 2022』の事前特別番組がABEMAにて放映され、試合で使用するグローブがウイニング製6オンスになることが発表された。
2022年6月15日、那須川天心 vs.武尊の特別ルールが発表され、スリーノックダウン制（1R中に3回のダウンがあった場合TKOとなる）・全ラウンド点数を公開するオープンスコアリング方式になることが決定、またジャッジは「5名」のジャッジによる5ジャッジ制で、3名以上が優勢と判定した選手を判定勝ちになることが公表された。
2022年6月18日、前日計量及び記者会見が行われ、那須川天心が57.95kgで50グラムアンダー、武尊がリミットちょうどの58.0kgでパスした。
2022年6月19日、『THE MATCH 2022』第8試合終了後に試合3時間前の当日計量が行われ、当日計量の戻しは4kgまでの中、那須川天心は61.95kg、武尊は61.75kgで計量をパスした。

## 試合詳細

### 契約体重とラウンド数
- 前日計量で58kg契約。当日計量（試合の3時間前）4kg戻しまで。
- 3分3R＋延長1R。延長のみマスト判定で完全決着。

### ルール
- ワンキャッチワンアタックありのキックボクシングルール。
- つかみは攻撃が伴う瞬間的なもののみ有効とし、相手選手の蹴り足をつかんだ際には瞬間的にキック・ヒザ・パンチのいずれか1発のみ有効。
- 相手選手の頭部をつかんだ際には瞬間的にヒザでの打撃が1発のみ有効。
- スリーノックダウン制で、1R中に3回のダウンがあった場合TKO。
- 全ラウンド点数を公開するオープンスコアリング方式。

### ジャッジ
レフェリー1名、ジャッジ5名の審判構成。レフェリーは採点をせず、ジャッジがそれぞれ採点をつける。5名のうち3名以上が優勢と判定した選手を勝利とする。レフェリーはRISE・RIZIN・K-1の3団体でも務める豊永稔。5名のジャッジにはRISEから小川実・秋谷益朗、K-1から梅木良則・箱崎雄三、RIZINから豊島孝尚が派遣された。
判定基準に基づき各ラウンド10点法にて採点。延長Rの採点は延長Rのみの試合内容にて、各ジャッジが必ずどちらか一方の選手を勝者とするマスト評価にて優劣を決定する。判定基準は
1. ダウン数
2. 相手に与えたダメージ
3. クリーンヒット数
4. 積極性

の順である。

### グローブとリングサイズ
- ウイニング製6オンス。
- 6.5メートル四方。

## 試合内容と結果
2022年6月19日、那須川天心が1回終了間際にカウンターの左フックでダウンを奪い、5-0（29-28、30-28×3、30-27）の判定勝ちを収めた。

## 試合後
判定で天心の勝利がコールされた後、両選手はリング上で涙を流しながら抱き合い、天心は「めっちゃ会えて嬉しかったですよ。辞めようと思ったんですよ」と武尊へ感謝し、武尊も「まだ若いのにな、キツかったよな。ごめんな、本当に。お互い頑張ろう」と天心へ伝えた。
試合後の記者会見で天心は、「解放されました。全て終わったなという感じです」「格闘技最高だろと日本中に伝えられたと思います」と達成感を口にする一方で、今後のボクシング界への展望は「いったん休んでから考えようと思います」とし、また武尊とのリング上でのやり取りも「そこは2人の男話として」とコメントを控えた。一方敗れた武尊は会見場に姿を見せ、「本当にこの試合を実現できたことと、実現するために動いてくれた人と支えてくれた人たちと対戦相手の天心選手に心から感謝しています。僕を信じてついてきてくれたファンの人やK-1ファイターだったり、チームのみんなだったり、そういう人たちには心から申し訳ないなと思っています」と振り絞るように語り、質疑応答はなく、会見場を後にした。
2022年6月20日、都内にて行われた一夜明け会見が行われ、天心は「たくさんの応援ありがとうございました。計量と同じ場所にその時とは違った感覚で戻ることが出来て嬉しいです。東京ドームという大舞台で相手が武尊選手という最高の素晴らしい選手で、そういった選手と大きな舞台で戦えて勝つことができてホッとしています。武尊選手には感謝しかないです」と現在の心境を語り、武尊には今どんな感情があるかと問われると「お互い寂しかったんだろうなって戦い終わって思ったのと、武尊選手も覚悟を決めて試合に臨んでくれたし、僕も覚悟を決めて臨んだし。今SNSが発達してますけれど、試合に対しての誹謗中傷だとかそういうのって非常に傷つく人もいるので、そういうのはやめてもらいたいなっていうのがありますね。本当にプレッシャーというのはお互いハンパなかったし、表に立つ以上そういうことを言われる覚悟があるのは当たり前なんですけれど、それ以上に感じるものって俺も立場が似ているから分かるけれど、一人になるとそういうことをよく考える時間があると嫌なマインドになる時があると思うので、そういうのはさせないようにして欲しいなって思いましたね」と、武尊を気遣った。
2022年6月23日、天心の父・那須川弘幸がジムのインスタグラムを更新し、実現まで長きの時間を要した対戦を振り返り「THE MATCHの興行を創り出したのはまぎれもなく互いに自分団体の威信をかけ全てを背負って戦った天心武尊の選手の存在があったからだ。正論を通すために7年もの間大人の事情で試合が行われることはなかった。天心が2015BLADEで挑戦をしたあの日から、武尊くんと同じく土俵に上がる為にキックボクシングを盛り上げる為に何事でも天心は挑戦し走り続けて来ました。何度も繰り返す話し合い、それでも試合が組まれる兆しはなく、モチベーションも下がり天心も疲れ果てたのを感じチームと話し合いボクシングに挑戦することを決意しました。武尊くんにその気持ちが届いた時には既に遅く、皆さんの期待に応えることが出来ない、私は悔しかった。天心に話し、お前らは出来ない運命なんだよと2021年の年末に最後の結果を話しました」と、紆余曲折の交渉を思い返した。「正直話せないことばかりですが、その裏で話し合いが進みやっと決まった！キック引退を伸ばしてまでやる意味のある2人の戦い、最高の舞台での沢山の方々の思いが詰まったラストマッチ。その中で、対抗戦の夢の対戦も実現しました。団体の壁を開き様々な論争を引き起こし満員になった東京ドーム。残酷な思いも残してしまった。私は間に立たされた2人の思いを裏方で知っている。6年間武尊くんに追いつくまで必死に走り続けた努力の塊。もう出来ないと知らされた絶望感。ボクシング界に挑戦を決意した天心。武尊選手も出来ないと分かりながら現実に向かい悩み苦しみ誹謗中傷を浴びながら耐え訴えかけてきたその思い。この2人を創り出した団体には責任がある。2人が苦しみ戦って最後に残してくれた思いを感じてるなら応えなくてはならない義務がある。沢山の方々を感動させた戦いの意味を深く考えていかなくてはならない。2人とも勝者であり、間違いなく格闘界の未来を変えるのは団体ではなく戦う選手達であるということ」と、K-1、RISE両団体に呼びかけた。そして那須川弘幸は武尊へ「ほんとは直接会って話しをしたかったのですが、武尊くんに1番伝えたいことがある。引退なんて考えないで欲しい。それは、これからのキックボクシング界の未来を変えて行けるのは天心ではなく武尊くんしかいないと言うこと。天心は武尊くんをサポートする義務があるということ」と、熱く呼びかけた。
2022年6月27日、都内で武尊が単独会見を行った。会見の冒頭で武尊は「先日、東京ドームで那須川天心選手と試合をさせてもらって試合は敗れてしまったんですけれど、たくさんの人に会場に来てもらって東京ドームで超満員のお客さんの中で最高の相手と最高の試合をさせてもらって、本当にこの試合を実現することが出来てああいう舞台で現役の間に最高な試合をさせてもらえたことにファンの皆様と関係者の皆様と対戦相手の天心選手、僕に関わってくれた全ての人たちに感謝したいなと思っています。本当にありがとうございました」と感謝を口にした。そして「この10数年、プロでやってきて本当に僕のファイトスタイル的にも身体を酷使する戦い方をしてきたし、公表していない部分でもいろいろ怪我に悩まされたところがあって。それも含めて今回1回格闘家として1回歩みをストップさせてもらって休養させていただこうかなと思っている」と無期限の休養を発表した。理由として「拳も1回手術したんですけれど、そこからまだ完治せず試合をやる毎にまた腱の断裂をしていたんですけれどそこからもまた腱が外れてしまっている状態で、数年前から骨がずっと外れている状態でだましだましやってきたこともあった。拳以外も腰が数年前から分離すべり症という病気になってしまい、一時期普通に運動もできなくなったり、寝ることも出来ないくらい痛みとか下半身の痺れとか力が入りにくくなる麻痺みたいな状態になった。あと膝の内側靭帯・前十字靭帯損傷してしまっているのがそれも数年前からあまりよくなかった」と複数の怪我を抱えていたことを明らかにし、またパニック障害とうつ病の精神障害があることを公表し、「知らず知らずのうちに自分の心が壊れていっているのを感じていて。今回の試合前に体調が悪くなった時期があって、その時に今の格闘家としての人生だけでなくて僕のこれからの人生を考えた時に、まずはいったんこれを治さないとこの後の人生が壊れてしまうなというのがあった」と理由として挙げた。最後に「今回負けてしまってK-1の大将としてK-1を背負わせてもらって戦わせてもらって、今回の試合もK-1の代表として戦ったつもりだったので、そのK-1の代表として負けてしまったということは僕はもうK-1を背負う資格はないなと思っていて、けじめとしてこのベルトは返上させてもらって次の世代にバトンタッチしたいなと思っています」と所持していたK-1 WORLD GPスーパーフェザー級王座の返上も表明した。
また武尊は自身にとって天心の存在は「天心選手がいたから苦しかったこともたくさんあったけど、天心選手がいなかったらこの歳までやれていないと思うし、モチベーションを保てなかったと思う。約10年、負けずに勝ち続けることができたのも天心選手という存在がいたから強さを維持できたと思う。言葉では表せないですけど、同じ時代に戦いの世界にいてくれて感謝しかない」と率直な思いを口にする一方で、「2人で話をしてみたい？ないですね。まだ。それはお互いに引退してからじゃないかな。天心選手はこれからボクシングで活躍していくと思うし、同じ格闘界にいる間は仲良くできないかなと」と、ファイターとしての接し方を明確にした。
2022年11月27日、ABEMAにて放映された『石橋貴明プレミアム第18弾 タカさんと話題の人たちあっち向いてホイ！』に武尊が出演し、天心戦について武尊は「10年ぶりに負けたんですけど、自分の人生が終わったような気持ちになりましたね」とその時の心境を語ったが「復帰することに決めました」と表明。武尊は「僕は本当は天心選手にもう1回リベンジをしたいんですけれど、天心選手はボクシングに行っちゃうし、階級も元々違ってさらに階級幅が出来ちゃうので、違う形でのリベンジマッチというのが…1試合やりたい選手がいてそこへ向けて頑張ろうかなと」とプランを明かした。
2023年9月23日、RIZINの榊原信行CEOがインタビューにおいて、いままでに一番マッチメイクに時間がかかったカードは何だった？との問いに「誰かを口説くという点で言うとRIZINではないけど『THE MATCH 2022』の武尊―那須川天心かな」と答え、「お互いがやりたいって思ったタイミングがずれちゃったことですよね。実現に向けて最後動いているときに武尊は『何があってもやりたい』。一方で天心は『もういいです』っ状況。気持ちも冷めたしボクシングに行くことも決めていた。だからRIZINの後半はってキックボクシングの試合をほとんどしていないですよね。『別に武尊選手に興味ないです』って状況だった。いろいろ手を変え品を変え口説きました。これは墓場まで持っていかないといけない話があるんですよ」と当時を振り返った。
2024年1月11日、ボクシングに転向し1月23日にプロ3戦目を控えていた天心が公開練習を行った。練習後の取材で、ONE Championshipと契約しデビュー戦でONEキックボクシング世界フライ級王者スーパーレック・キアトモー9と対戦する武尊に関しての質問をされた際に、「本当に、僕からは『絶対に負けるなよ』っていうことだけ言いたいです。いろいろ相手が変わったりとかありますけど…。スーパーレックだけにじゃなくて〝いろんなもの〟に負けるなよって。それを心の底から願っています。僕がいなくなった今、彼がキックボクシングなんですよ。キックボクシングとして、負けてほしくない。キックボクシングといえば武尊選手。だから、キックボクシングという誇りを持ってしっかりと魅せてほしいなって思います」と武尊にエールを送った。同日、1月28日にONE 165でONE世界タイトルマッチに挑む武尊は、記者会見において天心のエールに呼応し、「僕ももちろん負けるつもりはないです。天心選手は天心選手で頑張っているので。直接戦うことはないですけど、試合内容で勝負できればと思うし。お互いに『負けるなよ』っていう気持ちはあると思うんで、お互い、いい刺激になればいいなと思います」と前を見据えた。

## 放送・配信
当初はフジテレビが2時間の生中継を行うことを予定していたが、後に同社のウェブサイトにて本大会を放送しないことを2022年5月31日に発表した。これを受けて那須川天心は「お金の為じゃねえんだよ 未来の為にやってんだよ 子供たちはどうすんだよ」、武尊は「この試合の意味を分かって欲しい。まだ諦めません」とそれぞれ自身のSNSで憤りのコメントをした。なお、該当時間帯は『超ド級!世界のありえない最強映像2022』を放送した。
その後、2022年7月下旬から8月下旬までの間にTOKYO MXを始めとする全国独立放送協議会加盟全13局にて順次録画放送することが同年6月18日に発表された。
この他、ABEMAでもPPV形式にて生配信した。本試合の反響を受けて、2022年6月20日夜にノーカット版を無料配信した。

## 反響
「ABEMA」は、この試合が1日の視聴者数で、開局史上最高数を記録したことを発表した。PPVのチケット販売数は50万超え。Twitterでは「#THEMATCH2022」が、日本トレンドに加え世界トレンド1位にランクイン。「那須川選手」「武尊選手」「世紀の一戦」といった、大会に関連する単語が合計29個もランクインし、トレンドを常時席巻するなど、名実ともに“世紀の一戦”として、日本中が熱狂した1日となった。 

## 試合実現までの経緯
2015年に対戦が浮上してからキックボクシングのパウンド・フォー・パウンドの世界最強決定戦として期待されながらも7年間かけてようやく実現に至った那須川天心 vs.武尊の経緯。実現の障害は
1. 両選手の主戦場とする団体の敵対
2. 私的独占の禁止及び公正取引の確保に関する法律（独占禁止法）に違反していると弁護士から指摘されているK-1の専属契約
3. 55～58kgで戦っているが適正階級は55kgでありボクシング転向後は53.5kgに落とす事も検討している那須川天心と2018年以降は60kgを主戦場とする武尊の階級の違い

となっている。

### 2015年
6月8日、那須川天心が主戦場とするRISEと、武尊が主戦場とするK-1・Krushは対立・絶縁状態にあり、両団体間の選手の対戦を希望する発言自体がタブー視されていたが、BLADE FIGHTING CHAMPIONSHIPの出場会見において天心は、記者の質問に答える形で「個人的にK-1のチャンピオンの武尊選手と戦いたいです」と対戦希望を表明した。これに対し、K-1側は雑誌上にて「K-1に参戦するのであればジムを通して交渉し、他団体には出場しない独占契約をしてもらう」とコメントした。それを受けて天心が所属するTARGETとRISE代表の伊藤隆は「天心は打撃系格闘技のジャンル自体を背負える存在。うちは元々ニュートラルな立場なので天心をK-1にも出す。K-1が独占契約ではなく単発か複数契約であれば天心をK-1に出すのは全く問題ない」と1試合か複数試合契約であれば那須川をK-1に出場させる用意があると返答した。
8月1日、那須川天心がBLADEのトーナメントで全試合KO勝ちで優勝した後、「このトーナメントを制覇したんで、55kgは最強でいいですかね？あと一人やりたい選手がいるんですけど、K-1の武尊選手です。かかってこいよって感じですね。ここのリングで戦ってもいいなと思います。（武尊がK-1で優勝した時は全試合KOを逃したのに対して）僕は全試合KOしたんで、僕のほうが上じゃないかと思っています」「武尊選手と戦えるなら僕はいつでもどこでもやります。（武尊のホームである）K-1に乗り込んでもいいですし。でも僕は全部KOで倒したんで、こっちに来てくれって感じですね」とアピールし、自分が主戦場とするRISEかBLADEでの実現を希望しつつも敵地であるK-1への参戦も問題ないとした。
8月5日、Krushの記者会見にて、当時格闘技ニュースサイトe-fightの記者でK-1・Krushの解説者であり、後のK-1プロデューサーの中村拓己が那須川天心の対戦要求について質問すると武尊は「（天心のアピールは）人伝で聞いたんですけど、正直、僕がK-1の世界チャンピオンになった時から、世界中からK-1王者の武尊を倒したいという声がたくさん来ているんで、その中の一人としか見てないんですけど、K-1で試合が組まれるならいつでもやってやるし、僕が世界一強いと自負しているし必ず倒す自信があります」と、K-1で天心と試合が組まれれば対戦するとコメントした。また、K-1運営兼Krushプロデューサーの宮田充は、今後天心側と交渉する可能性について聞かれ、「僕はK-1では運営の立場ですけど、試合が決まってからが僕の仕事なので、決まっていないものについて申し上げることはないです。他の選手の試合と一緒で、契約があってからの発言だと思うので、申し上げることは今日は無いかなというところです」と語るに留まった。この武尊の発言を受けて天心は格闘技専門誌のインタビューで「武尊選手と戦えるなら僕がK-1に乗り込んで僕のRISE王座とBLADE王座を懸けてもいいし、勝者ファイトマネー総取りでもいいですよ。武尊戦を含めて試合1週間前にオファーが来ても僕はいつでもやります。武尊選手は超攻撃型で強い王者だと思うけど僕が得意な相手。武尊選手の穴は見えてるし、全く攻撃をくらわずに勝てる。僕がKOできずに判定までいったら僕の負けでもいいと思ってます。それぐらい自信があります」と改めて武尊と対戦できるならK-1に出場するとコメントした。伊藤も「K-1が独占契約でなく単発か複数契約ならすぐに天心をK-1に出して武尊戦を実現させる」と再び強調した。しかし、これ以降、K-1・Krush運営陣及び武尊本人は、天心を含めた交流のない団体の選手に関してのコメントを控えるようになった。
現役時代はK-1で活躍し、引退後はKrush名古屋大会プロデューサーを務める佐藤嘉洋は2015年10月発売のゴング格闘技の自身のコラムにて那須川天心 vs.武尊戦について、「なるべく客観的に述べるつもりだが、K-1に少なからず肩入れした意見になる事はお許し願いたい」と前置きした上で「天心が武尊との対戦を熱望しているのに対し、武尊は別に天心にこだわってまで戦いたいは思っていない。それなら戦いたいと希望している側が譲歩するしかない。仮に天心がK-1と単発契約して武尊に勝った後、すぐRISEに復帰したら『K-1王者・武尊に勝った男』として宣伝されるからK-1側には不利益しかないので独占契約も受けなければならない。K-1は知名度・観客動員数ともに既にRISEを上回っているのでK-1側が譲歩する必要がない。しかし、夢の対戦を実現させるためには双方の歩み寄りも必要なので、天心が独占契約した場合は『他団体のトークショーへの参加』『K-1の年間スケジュールを加味した上で年1試合は他団体への試合出場を認める』など、両者の言い分をなるべく折り合わせてみてはどうだろう」と自身の見解を記載した。
11月8日、RISE 108にて那須川天心は試合後のマイクで「年末にもう一勝負したいんですが、RIZINに是非とも僕を出してもらえませんでしょうか？RIZINの笹原圭一さんが来ているので是非出してください」とRIZIN参戦をアピールした。大会後の会見ではキックルールでのRIZIN参戦を希望し、「とにかく強い相手とやりたいです。K-1のほう（＝武尊）もやってくれなそうなので、別にこっちから言わなくてもいいかな。いつまで言っても僕が下だと思われちゃうんで、これ以上言っても反応して来ないなら言わなくてもいいかなと」と武尊戦の見通しが立たない現状についてコメントした。
11月21日、K-1 WORLD GP 2015 IN JAPAN〜THE CHAMPIONSHIP〜にて、武尊がK-1 -55kg王座の防衛に成功し、試合後のマイクで「僕、大晦日めっちゃ暇なのでよろしくお願いします」とRIZIN参戦をアピールしてから、リングを降りて控え室に戻る花道の途中で、客席にいた那須川天心が武尊にグロープタッチを求めて「大みそかで（戦いましょう）」と対戦を直訴した。那須川は同日のTwitterで「武尊選手とグローブを合わせました。大晦日でやろうと。俺はその言葉を信じます」とツイートしている。また、天心はこの顛末を、自著の『覚醒』で「RIZINから正式にオファーをもらうことはできたが、大みそかに大舞台で戦うなら、対戦相手はやはり武尊選手しか考えられなかった。武尊選手もこの日の試合後にRIZIN参戦をアピールした。どちらかの団体のリングで戦うのは難しくても、第三者のRIZINのリングなら、戦える可能性がある。花道で待っていて、武尊選手には僕から話しかけた」とRIZINから正式に出場オファーを受け取った上で、地上波のゴールデンタイムに放送がある大みそかの大舞台に相応しい相手は武尊しか考えられず、なおかつ第三者のRIZINのリングでなら対戦できると考えての行動だったと記している。しかし、大会後の会見で武尊は「ファンだと思ったのでハイタッチしたんですが気付きませんでした。周りがうるさかったので何を言っているかは聞こえなかったです。でも、組まれればやります」と、ファンの一人だと思い、天心だと気付かなかったとコメントした。大会翌日の一夜明け会見でも、武尊は希望する対戦相手について質問を受けるが「誰でもいい。強い相手の方がアドレナリンが出まくるので、思いっきりテンションの上がる相手とやりたい」と天心には一切触れず、K-1プロデューサーの前田憲作は「K-1に出たいなら、SNSや直接会場で選手に声をかけるというのでなく、ジムや団体の代表が直訴するのが普通。そこをしっかり間違えないでやってほしいです」とコメントした。
12月8日、RIZINの記者会見にて武尊 vs.ヤン・ミンが発表され、武尊の対戦相手の選考について、RIZIN実行委員長の榊原信行は「武尊選手の対戦相手には那須川天心君も考えましたし、話もしました。RIZINの舞台でそういう思い切った団体の垣根を越えたカードが出来ないかと思いましたが、今回は時間もなくて整いませんでした」と、試合の交渉はしたが時間の不足もあって実現までいたらなかったと話し、「今ファンが見たいカードを中立な立場のRIZINで実現させたい。またチャレンジしたい」と今後も交渉を継続するとした。後に天心の父・那須川弘幸は、RIZINは武尊サイドに天心戦のオファーを出したが「その時に武尊側に断られたんですよ。本当なら戦うはずだったんですよ。本当はその年の大みそかで戦うはずだった」と当時の真相を明かした。

### 2016年
1月19日、RISE 109を控えての公開練習にて那須川天心は「逃げてる奴には興味ない。武尊戦はもう別にいいですね、向こうがやりたいなら来いよって感じです。僕は本物の最強を目指すだけです」とコメントした。
年末のRIZINでの対戦実現が期待されたが、那須川天心はRIZINに初出場するが、武尊は11月のK-1トーナメントで右拳を骨折して出場不可能となった。また、RIZINと協力関係を続けてきたK-1だったが、年末にRIZINとRIZIN協力団体が開催するファンEXPOに、K-1の出展ブースが無くなり、K-1の大会でRIZINの宣伝チラシが配布されなくなるなど、公式発表は無いものの事実上の協力関係解消となった。このことについて「那須川天心がRIZINに参戦するようになったと同時にK-1がRIZINとの提携を取り消したのは、武尊を天心と対戦させないために逃げた」との批判が起きた。

### 2017年

#### K-1による言論弾圧
6月18日、K-1の大会にて、武尊 vs,パスハエフの解説を務めた魔裟斗が「あとはこうなったら、僕は那須川天心との試合が見たいなあ」と発言し、タブーとされる天心 vs.武尊について言及する。しかしK-1は魔裟斗のこの言及を認めず、大会2日後にK-1公式YouTubeチャンネルに一旦は武尊 vs,パスハエフの試合動画をアップロードするが、すぐに削除して、魔裟斗が天心について言及した部分をカットした動画を再アップロードした。
8月29日、RIZIN統括本部長の高田延彦がTwitterにて「キック界の二人のスーパースター武尊 vs.那須川天心は今しかない！格闘技に携わる人間としてこんなスーパーファイトをイタズラに時間を費やし鮮度を劣化し、戦う側のキモチを壊し、大人の事情で見る側に絶望感を抱かせる大罪があってはならぬと思う、何のためにこの仕事をしてるのか原点に帰りましょう！奇跡」「武尊 vs.那須川天心！みんなの声で動かそうぜ！」と立て続けにツイートした。ところがK-1を独占放送しているABEMA格闘チャンネルのプロデューサー北野雄司が高田のツイートに激怒し、まずリツイートした大沢ケンジに「天心選手の周りの大人の戦略や進め方の課題であって、みんなで声を上げるとかそういう無責任な進め方は、高田さんの偏差値の限界を感じるなー。昭和かよ」と皮肉交じりにツイートし、さらに高田本人に対しても「昭和かよ クソが」と罵声を浴びせた。後日、高田は天心 vs.武尊の実現を煽った事を「他団体の選手のマッチメークについて軽率な発言をしてしまいました。この件に関して今後はニ度と口にしません」と謝罪ツイートし、該当ツイートを削除した。
10月下旬からABEMA格闘チャンネルの視聴者コメント投稿欄において、『那須川天心』『那須川』『天心』という単語がNGワード設定されて投稿できなくなるという事態が発生。この言論統制に激怒した視聴者からの猛抗議によって約2週間でこの設定は解除された。
12月31日、フジテレビにて全国生中継されたRIZIN KICK ワンナイトトーナメントで優勝した那須川天心は、試合後のマイクでまず「自分は世界最強を目指してるので全世界最強トーナメントをキックボクシングでやってほしいです」と言った後、「みなさん、僕と誰との試合が見たいですか？」と観客に問いかけると、多くの観客から「武尊」の声が上がった。それを受けて「この歓声の声が答えだと思いますので、来年中にやりましょう！ファンが望むカードをやるのが格闘家。僕は格闘家として生きていくと決めたので、ファンに求められる試合をします」とコメント。より一層タブー視されている状況において、生中継でのマイクパフォーマンスという直接圧力をかけられることがない状況において、自分は武尊の名前を直接言わずに観客に言わせてアピールすることで前述の高田のツイッター騒動のようなK-1側からの抗議・圧力をかわすという裏ワザを使った。また、RIZINとK-1両方の公式サポーターに就任している関根勤は、天心のアピール直後のフジテレビ生中継内において天心とハイタッチした後に「武尊選手と見たいっていうのが皆さんの声ですよね。たぶん選手はやりたいと思ってるはずですよ。だから後は諸事情ですよね」と苦笑いしながらコメントした。那須川天心は翌日の一夜明け会見でも、「別に向こう（K-1）のリングに上がってもいいかなと思いますけど……僕は“大人の事情”がすごく嫌なんです。こういうことをやっていたら格闘技界が盛り上がらない。そういうものを壊していけたらと思います」と格闘技界を盛り上げるためにK-1のリングに上がる意向を示した。RIZINの榊原信行も「場所はK-1さんがやりたいというならK-1で問題ありません。こちら側の準備は整っているので、あとはK-1さん次第」と那須川天心を送り出してK-1のリングで武尊と対戦させることに問題はないとコメントした。

### 2018年
3月3日からABEMA格闘チャンネルにて毎週土曜日夜9時から那須川天心に密着取材した冠番組『VS那須川天心』のレギュラー放送が電撃決定。背景にはAbema TVと同じくサイバーエージェントのグループ子会社であり、ABEMAのネット広告に投資しているCygamesが那須川とスポンサー契約したことが挙げられる。

#### K-1の独占禁止法違反
3月16日、K-1との契約問題によってK-1に契約を解除されたTRY HARD GYM代表代行のHIROYAが弁護士同席で、契約解除までの経緯説明と、K-1が私的独占の禁止及び公正取引の確保に関する法律（独占禁止法）違反に相当する不当な独占契約を行っている事を告発する会見を行った。契約解除の発端は、2017年12月31日のRIZIN KICKトーナメントの那須川天心の対戦相手が公募された際に、HIROYAの弟である第2代K-1スーパーフェザー級王者大雅が天心との対戦を希望したものの、K-1運営に出場可能かどうかの確認をすると出場を拒否された事だと説明し、同席した弁護士はK-1との独占契約の内容について「試合をする日から1年間、拘束を受け、K-1サイドの承諾が無ければ、ほかの試合に出ることができなくなる。『1年間の契約』ということであれば『2018年の1月1日から2018年の12月31日まで』という風に考えるのが普通だが、そうではなく『試合を行なう度に1年間』ということです。試合を行なう度に1年ずつ延長されていくため、事実上の無期限の拘束契約となっています。この拘束から選手たちが解放されようとするならば、1年間、一切、試合には出れないということです。『全く試合に出ずファイトマネーの収入も1年間無いまま我慢しろ』というのは違法です」と告発した。また、会見にて「以前から那須川選手と武尊選手の試合がファンの間でも話題になってるんですけども、K-1さんの方針で那須川選手に触れるなというような方針があったりするんでしょうか？」という記者からの質問に対し、武尊の親友でもあるHIROYAは「そういうことは僕は一切言われたことはないんですけど。武尊は僕も同い年で知り合いなんですが、凄い気持ちの強い選手で、ほんとうに素晴らしい選手だと思います。そして武尊が『天心とやりたくない』なんて言う人間じゃないってことを僕は知ってるんですよ。絶対に武尊がやりたくないから壁を作ってるというのは、絶対にないと思うんですけど、ジムとかによって契約の内容も変わってくると思うので、そういった事情がどういう風に固まっているのかはちょっと分からないので、なんとも言えないです」とコメントした
3月21日、武尊が階級を60kgに上げてK-1のスーパーフェザー級トーナメントを優勝し3階級制覇を達成した直後のリング上で、「K-1の地上波ゴールデン生中継を僕の現役中に実現させたいです」「僕とやりたいと言っている選手もいますけど、やりたいならK-1上がって来てください。僕は逃げも隠れもしないんで。立ち技最強を決めるのはK-1です。K-1最高！」と名前こそ出さないものの、那須川天心との対戦はあくまでK-1のリングでやるという一貫した姿勢を示した。また、階級については「今でも僕の適正階級は57.5kgのフェザー級だけど、王者としての責任があるので60kgで防衛していく」とコメントした。
4月5日、RIZINの会見にて榊原信行は「（那須川天心と対戦させたい特定の選手について聞かれ）とくにはないですよ。誰でも『RIZINに出たい！』という選手であれば。せっかく那須川天心というアイコンがいて、地上波ゴールデンタイム生中継のフジテレビがついてるんだから。それを避ける必要はないんじゃない。有名になりたい選手、腕に覚えがある選手はRIZINに出てくればいいと思います。那須川天心がセンターにいるんだし、有名になりたいんだったらどんどん来いよと。日本のキックの団体でゴールデンタイムで放送されてるところはないんだから。いろんな選手がツイッターでつぶやいてるけど、正々堂々来いよってことですね、正面から」「（K-1とTRY HARD GYMの契約問題のきっかけとなった前年のRIZINキックトーナメントの内情について）ボクらは推薦というか紹介を受けて、トライハードのほうから「ぜひ出たい」と。大雅選手側からそういうことだったので向き合って。契約に抵触するようなことがなければ、ボクらとしては（出す気がある）。ずっと言ってるようにRIZINはフェデレーションだから。過去にHIROYA選手も武尊選手もRIZINに出てるわけですし。垣根なくどんどん出てくれればいいんですよ」「ボクらはそんな契約で縛らずチャンスがあるんであれば、選手に出場の機会を与えたいなと。ボクらは団体を構えて選手を囲いこむことはしないので。ぜひRIZINという環境を、選手やプロモーションが有効活用してほしいですよね」と、前述の武尊の発言を受けて、既に地上波ゴールデンタイム生中継されているRIZINを活用して天心 vs.武尊をやればいいと示唆するコメントをした。

#### 那須川天心の対戦希望に対するK-1の訴訟
6月、K-1を運営する「M-1スポーツメディア」が、那須川天心の武尊への対戦要求の影響により、「武尊は那須川選手から逃げているとSNSで誹謗中傷され、K－1のプロデューサーや運営会社全体がダメージを受け、被告側の営業妨害によってイメージダウンし、スポンサー6社が離れた事実がある」として、2018年2月に天心と父・那須川弘幸、所属ジムのTARGET会長・伊藤隆、RIZINの運営会社などに対し、約1億3700万円の損害賠償請求民事訴訟を起こしていたことが週刊新潮によって報道された。しかし、訴状に載るK-1から離れたとされるスポンサーのうちの1社は取材に対し「ウチはイベントの時にお弁当を出す契約を去年3回しただけです」と回答している。伊藤は「ファンが望むカードをすればと発信しただけです。格闘家は強いヤツがいたら戦いたいと思うのは当然。原告側は2人を戦わせたくないのでしょう。こんな訴訟をやっては、K－1のイメージダウンになる。怒りを越えて失笑しました」とコメントした。これ以降、天心は武尊との対戦に消極的となる。
9月24日、K-1 WORLD GP 2018 JAPAN～初代クルーザー級王座決定トーナメント～にて、皇治が試合後のマイクアピールで、武尊へ対戦を訴えかけると共に、「俺が天心と堀口を相手にしたってもいいで」と団体間の緊張状態が続き、K-1側の選手が口にすることはタブー視されている那須川天心と堀口恭司の名前を出してアピールをすると、これに同大会で皇治より後に試合をした武尊は、マイクアピールで「大阪のうるさいヤツ（皇治）がごちゃごちゃ言っていたり。盛り上げるのはいいことだけれど、皇治、中途半端な勝ち方して、俺の名前はともかく他の名前を出してんじゃねえよ！」と、天心と堀口の名前を出した皇治に怒りを爆発させた。

#### 武尊の対戦希望とK-1の言論弾圧への反抗
12月8日、K-1 WORLD GP 2018 JAPAN ～K-1ライト級世界最強決定トーナメント～にて、武尊は皇治に勝利した直後にマイクを持つと「皇治選手の僕に勝ちたいだけじゃなく、K-1を盛り上げたい、格闘技界を盛り上げたい気持ちを、殴り合って感じたので、僕がそれを実行しないといけない立場だと思っているし、ずっと言い続けてきたんで」「やっぱり団体の壁とか色々あるんですけど、正直わかってますよ。正直、実現するのは滅茶苦茶難しいことなんですよ。わかってますよ。全く実現できない状況でそのことを発言したら、ファンの人たちのことを裏切ることになってしまうんで、僕は中途半端なことは口にしたくないんですよ。格闘技界を背負う、変えるとずっと言っているんで、時期はわからないですけど、僕は必ず実現させようと思っているんで。そして実現させるだけじゃなくて、僕は勝つ気でいます。そして、ずっと僕が言っている、K-1最高、K-1最強を僕が証明するんで」と具体的な名前こそ出さなかったが、長い間沈黙を続けてきた那須川天心との対戦に言及した。また、試合後のバックステージでも「僕はすぐにでもやりたいし、ずっと周りから言われ続けて…みんな見たいって言うけど。僕が一番やりたい。ただ中途半端な気持ちで口に出したくなかったんで。すごい色々な難しことがあって、中途半端に発言したらファンを裏切ることになる。僕も戦いたい相手と試合が実現できるように動いていて、でも（実現しない）ストレスもあって。どれだけ強い選手に勝っても認めてもらえない。僕だけじゃなくてK-1が悪く言われることも悔しくて。僕がK-1を背負う、格闘技を背負うといって有言実行するために動いているけど、それが実現できていないと武尊がやる気がないとかいろいろ言われるんで。有言実行してやっと…なんで。それも含めて今回は僕の意志で言わせてもらいました」「今まで色んな人に直談判したんですけど、本当に難しいことがたくさんあって。なかなか糸口が見えないというか。でも僕は目の前の試合にも集中しないといけないし、K-1を悪く言われるのは許せないし、ましてや自分がその原因になっているのは許せなくて。でも糸口が見えてない状態ではないんで、あとはそれに向けてアクション起こす時期かなと思って発言しました」「階級を上げても身体自体は大きくなってないんで、そこは相手に合わせます。やるなら言い訳出来ない状態でやりたいんで。でもキャリア的にも年齢的にもピークでできるのはここ1～2年かなと」とコメントした。
12月17日、宮田充に代わってK-1解説者でスポーツライターの中村拓己がK-1プロデューサーに就任することが発表。中村は武尊の那須川天心戦を希望する発言について「まさか自分がプロデューサーになるという時に、あんな発言が出るとは思わなくてびっくりしたんですけど。まあ、マッチメイクのこととか選手のこととかは、実行委員会で話し合って決めているところなので、僕がプロデューサーになって全部、あれやれ、これやれ、という話ではありません。K-1実行委員会で話し合うところはあると思いますけど、自分としては、今までやってきたK-1のスタイルは変えることなく、その中で話し合えることだったり、調整できることを考えていけたらと思っています」と、プロデューサーでありながらマッチメイクを決める権力があるわけではないとして態度を硬化させた。
12月22日に発売のFight&Life vol.70に那須川天心と武尊のインタビューがそれぞれ掲載。ラスベガスで合宿中の天心は「僕はいつでもやってやるというスタンスでいたのに、ようやく向こうからやるって言ってきたんだな、と」「3年前からお互いに立場的にだいぶ変わったと思います。向こうも身体が大きくなってレベルも上がっていると思いますね。来年2019年3月10日に大田区総合体育館で優勝賞金1千万円を懸けたRISE WORLD SERIES -58kg世界トーナメント1回戦が行われるので、そこで待ってます」とコメント。一方、武尊は「皇治との試合前からプレッシャーが凄くて精神的なストレスで閉所恐怖症になった。解放されるためにも『絶対に勝って（天心との対戦について）言おう』と決めていた」「以前は実現するための糸口も何も見えなくて、それを色んな人に相談してどうにかちょこっとだけ糸口が見えてきた。見えてきたということはその責任を果たせる可能性も見えてくるということで、だからこそ発言したわけですから」と実現の可能性が少しずつ高まったとコメントした。

### 2019年
2月11日、RIZIN公式YouTubeの番組RIZIN CONFESSIONS #32にて那須川は「『それ（武尊戦）』をやるんだったら東京ドームしかないですよね。じゃないとやりたくないかな。（先方が）形だけで言ってるのか、本当に言ってるのか、まだわからない状況なんで。自分は別に、受けて立ちますけどね」と前向きな気持ちを示しながらも、自身に対して訴訟を起こしたK-1と武尊への不信感も垣間見せた。それに対して武尊はTwitterにて「形だけって。そんな中途半端な言葉ファンの前で発しない。相手を責めたり貶してても実現しないから　実現させる為の言葉を贈りますよ。東京ドームで会いましょう」とツイートした。
8月30日、RISEの公開会見にて一般のファンから「ファンが見たいカードがあって、その選手（＝武尊）は他団体にいますが、もしやればKOする確率は何パーセントですか？」という質問に対し那須川天心は「やるやらないというか、やれないんじゃないですか。ハイ」と、一向に実現の見通しが立たない現状についてコメントした。これを受けて武尊は「やれない。か 当初からそのやれない状況だったのを ずっと変えようとやってきて でも自由な発言をすることで その秩序が崩れて問題が起きたりもっと溝が深くなっていくから 何言われても黙って 実現に向けて自分が出来ることと、 今自分がやるべきことをやってきた。どう伝わってるか分からないけど」、「ここからは俺が一番やりたいこと。来年日本でオリンピックが開催される歴史的な年にオリンピックよりも注目される格闘技の大会を開催する。そこで試合を実現させる。その為にはもっと格闘技を知ってもらわないといけないし他にも問題がたくさんあるから。誰に何言われようが自分が信じることを頑張るよ」とツイートした。また一般のファンからの「K-1は武尊をRIZINに出場させていたのに、天心がRIZINに出場するようになったら途端にK-1はRIZINとの提携を打ち切って逃げた」との指摘に対して、「K-1との契約内容はその時と変わってないですよ。その時出れていたのは協力団体だったからで、出れなくなったのは色んな問題が起きて団体の間に亀裂が入って別団体になったからだと思います」と、提携関係を打ち切った理由自体は武尊も知らないとした上で自身の憶測をツイートした。
9月16日、RISE WORLD SERIES 2019 -58kg Tournamentにて那須川天心は試合後のリング上の優勝者コメントにて「最後に一つだけ、武尊選手、K-1の陣営に言いたいことがあります。僕は格闘技界を盛り上げるため、人生賭けて戦ってきたつもりです。時間は止まっていないですし、やりたい未来がまだまだたくさんあります。皆さんの声に応えるのが選手たちだと思いませんか？WORLD SERIESのように強い選手を集めて戦うのが本当の興行なんじゃないですか？　僕は逃げも隠れもしないです。SNSで書き込んだりするんだったら、さっさと正式な話をください。俺は待ってます」とコメントした。バックステージでは「世界でビッグカードが組まれているのに、なんで日本は組まれないんだと思う」「お互いやりたいのに、やれないのはおかしい」と話した。だが「K-1に乗り込んでやりたいか？」という質問には「（K-1との）独占契約は無理なんで」と答え、「彼（武尊）を見て対戦をイメージすることは？」という質問には「最近は無いですね。自分の試合もあるので」と答え、以前よりも武尊戦への熱意は薄れていた。伊藤隆は「向こう（K-1）サイドの考えもあるでしょうけど、ニュートラルな環境でやれるといいですね。テレビがついたり、天心が言うように東京ドームでやれるといいし、向こうの選手がやりたいなら来ればいい。全面戦争でも構わない。日本の格闘技を盛上げたい」と、天心×武尊に留まらないK-1との対抗戦にも前向きな姿勢を示した。天心×武尊の1試合だけに関しては「賞味期限は半年でしょう。向こう（武尊）の選手生命も残り短いでしょうし、僕はこっち（天心）の陣営ですけど、最高の状態でやらせてあげたい」と、恐らくキャリア終盤に入りつつある武尊のコンディションも気遣った。なお、天心から武尊への対戦要求に関してK-1から訴訟を起こされていた件については「時が来た時に話します。我々に全く否が無いので」と話すに留まった。
9月17日、試合一夜明け会見にて、マイクアピールと伊藤隆のコメントについて問われた那須川天心は、「僕もこれからやりたいことがあって、僕の全盛期はこれからですけど、向こう（武尊）は時間がもう短いと思うんですよね。こっちは何度か交渉はしていますが、独占契約で3年間（K-1に）来てくださいと言われるので、それはさすがに無理ですね。絶対できないことですから、他の方法を考えるしかないと思います。武尊選手もSNSで発信していますけど、だったらそっちの団体に決着をつけて、オファーをしてくださいという思いですね」と答えた。K-1が通常の選手としている契約は「最後に試合してから丸1年試合せずにいて満了」というものとTRY HARD GYMの弁護士は明かしていたが、天心に対してだけは3年を要求している事が明らかになった。
9月19日、武尊の11月24日のK-1での対戦相手を発表する記者会見が行われた。K-1主催者からの圧力を恐れて那須川天心 vs.武尊について質問をする記者がいないなか、ほぼ唯一この試合についての質問を慎重に行ってきた格闘技ニュースサイトBoutreview記者の井原芳徳が、会見前にTwitterにて「武尊の出席する今日のK-1会見での中村Pへの質問が長くなりそうなので整理しました」とツイートし、「中村プロデューサーに質問です。武尊選手が他団体の、とある強豪選手と戦いたいと、ずっとアピールを続けていますが、なかなか実現せずにいます。私はこの問題について、K-1の立場もあるでしょうから、闇雲に実現しろと要求する気はありません。ただ、K-1復興の最大の功労者、武尊選手のプロ生活も終盤に差し掛かり、事態を動かさないといけなくなっていると思います。実現できない大きな理由に、K-1と選手の独占契約のスタイル、K-1の『一過性のブームに終わらせない』という理想の高さの２つがあるのではと、私は解釈しています。一昨日、向こうサイドが会見で『こっちは何度か交渉していますが、独占契約で3年間来てくださいと言われるので、それはさすがに無理ですね』と。K-1はアメリカのUFCに近い独占契約のスタイルで、自分達のリーグの世界観・物語を築き上げ、盛り上げることに成功しているとは思います。MMA界でUFCは圧倒的な一強だから、その物語構築のスタイルが成り立っています。ですが、キック界でK-1は複数ある国内外の大手の中の一つで、K-1だけの物語が成立しにくい、だからこそ今回の問題が起こっているのかなと思います。また、UFCの場合、契約が切れた選手は、即、他団体に上がっています。最近では公正取引委員会も8月に『所属事務所との契約終了後、一定期間、活動ができない義務を課す事』を独占禁止法違反となる行為の例として挙げ、大手の新聞も記事にしています。もちろん「百年続くK-1」だったり、「一過性のブームに終わらせない文化にする」といったビジョンは素晴らしいとは思いますが、その手段や過程においは、現実や社会状況に合わせて柔軟に対応していかないと、体を張って戦っている選手たちが悔いを残したまま引退してしまうのではと危惧していますが、いかがでしょうか？」と、質問内容をまとめた画像をUPした。ところが、これに対しK-1主催者が井原にクレームをつけて、井原をK-1関連の記者会見を出禁とした。これを受け、井原は当該ツイートを削除し、サイト上に謝罪文を掲載した。数週間後に井原への出禁が解除されて取材復帰した。
井原芳徳が出禁となった事もあり、K-1主催者からの圧力を恐れて那須川天心 vs.武尊についての質問が一つも無いまま会見が終了しようとしていたが、終了直前で武尊が「僕から一言だけいいですか」と突然自ら切り出し、「今ネットとかで凄い話題になっていることがあります。そのことについて僕から一言いわせて欲しいんですけれど、天心選手から対戦オファー、対戦したいというのを長年言われてきて、もちろん僕も試合やりたいですし、そのためにずっと動いていますし。でも今回の試合に勝たないと次はないと思うので、僕は今は次の試合に集中するし、その件に関してはずっとそうですしこれからもそうですがK-1の中の方たちとずっと話を進めていて、これからもそのことはK-1と進めていくので、まずは11月24日の試合必ず勝つので応援お願いします」と、公の場で初めて那須川天心をはっきりと口にした上で天心との対戦を熱望した。
それを受けて中村プロデューサーは「那須川選手が武尊選手と戦いたいとアピールした9月16日はKRUSH後楽園ホール大会があったので、いろいろバタバタしていました。その後、発言があったことはメディアを通して見たり聞いたりしたました。武尊選手はK-1と契約していてK-1のチャンピオンです。その武尊選手と戦いたいとの意思があれば、まず所属ジムさんを通して我々K-1に正式にコンタクトをとってもらって、そこでK-1 JAPAN GROUPと契約してもらえれば戦う可能性はあります。新生K-1はスタートしてからその姿勢をずっと一貫してやってきたので、ここで変えることは基本的には考えてないです。そういった手順を踏んでくれれば武尊選手と戦えるチャンスは全然あるので、そういった意味では僕らはどんな選手にも門戸は開放していますし、まずはコンタクトしていただければまずはそこからかな、と思っています」「K-1の方から那須川選手、そして那須川選手が所属しているジムに正式に試合の交渉をしたことはないです。そして現時点で先方から我々にも正式なコンタクトはないです。そこはここでしっかりと説明させていただきます。少なくともマイクアピールや誌面でそういったことを話しているのは聞いたり見たことはありますが、ちゃんと交渉のテーブルに就いたことはなかったです。今もないです」とし、また、3年の独占契約については「どういう経緯でそういうことを聞いたのかは分かりませんが、交渉の場に就いてK-1 JAPAN GROUPはこういった契約形態があります、どうですかと話をしてそれを断ったとかそういったことはないです。那須川選手サイドがそういった人と話したのを交渉したと思ってしまっているのかどうかは分からない。正式に僕らが試合の交渉をしたことはないです」と、契約についての話もしたことがないと話した。
11月24日、K-1 WORLD GP 2019 JAPAN ～よこはまつり～で武尊が村越優汰に判定勝ちを収めた。勝利後のリング上のインタビューにおいて、武尊は「来年、東京で五輪が開催されますが、五輪に負けない格闘技の大会をやりましょうよ。みんなが望んでいる試合を来年、実現させたいと思っているので応援よろしくお願いします。僕が最強を証明しますんで」と宣言した。2日後の11月26日に、RISEの伊藤隆代表は武尊の宣言に関して「この件に関して一度、整理させていただきます。まず武尊選手から『天心とやりたい』という発言があって、９月の天心の（対戦を呼び掛けた）発言はそれを受けて答えたものです」と説明し、「選手と（K-1）関係者の意思疎通をしてもらったほうがいいのかなと。天心もスケジュール的にタイトなので、そこらへんを考慮していただいて、いろんなことを話し合えるんだったら実現するんじゃないかと思います」とコメントした。
12月23日発売のFight＆Life Vol.76でのインタビューで武尊は「それをやらないと、現役を終われないと思ってるんで。来年それがやれなければ、たぶん僕はそのままやめると思います。」とこの1戦が実現しなかった場合は引退を示唆する発言をした。

### 2020年
3月22日、新型コロナウィルスが日本に蔓延し始めたことにより、日本政府から興行の開催自粛が求められるなかでK-1がK’FESTA.3を有観客で強行開催したことで世間から猛烈な批判が起こり、大会のメインイベント出場となる武尊にも批判が届くなかで試合に出場した武尊はKO勝ちし、試合後のリング上でマイクを持つとファンに感謝の言葉を述べた後、涙を浮かべ言葉を詰まらせ、「こんな状況で、色々言われるけど、格闘技でたくさんの人にパワーを与えたいです。今日言うなって言われたんですけど、やっぱり、こういう時こそ…、格闘技でパワーを与えられると思うので、団体関係なく、格闘技で世界にパワーを与えたいんで、たくさんの方の応援あってだと思いますけど、必ずデカい大会をやります。その時はK-1とか関係なく応援してください。それに向けて頑張ります」と、K-1主催者から言論統制されたことを暴露しつつ、それでも圧力に屈さずに以前から希望している他団体も巻き込んでのビッグイベントを改めて熱望し、最後はいつもの「K-1最高」のフレーズではなく「格闘技最高」と絶叫した。
12月31日、RIZIN.26において武尊が5年ぶりにRIZINに姿を現し、那須川天心の試合をリングサイドで生観戦。勝利した天心は試合後、「今日会場に武尊選手、来てくれてありうがとうございます。何にも決まってないけど、格闘技盛り上げましょう！」とコメントし、退場する際に武尊と握手して短く言葉をかわした。試合後の会見で武尊は「来年（2021年）実現させる決意を込めてRIZINの会場に来場しました。この試合をやるためには中立なリングで、僕はK-1王者として、天心選手はRISEのチャンピオンとして、格闘技界をひとつにするための試合にしないといけないと思うので、僕の理想はK-1でもRIZINでもないリングを作ってそこでやりたいと思います」とコメントした。また、中村K-1プロデューサーもTwitterで武尊がRIZINに来場してコメントする事を事前に許可していた旨をツイートした。後に中村K-1プロデューサーは「その少し前からRIZINさんを通してRISEさんと交渉がスタートしました」と交渉が開始していたことを明かした。

### 2021年
3月28日、日本武道館で開催されたK’FESTA.4 DAY.2の武尊の試合を那須川天心がリングサイドで観戦した。武尊はKO勝利のリング上で、天心が見守る中「天心選手と最高の舞台で最高の試合をしたいです」とマイクで語るも、天心は対戦の可能性について「まだ何も決まっていません。話もこれからです」と語るにとどめ、囲み会見を行うこともなく、即座にタクシーで帰宅した。
4月10日、TBSで放送された炎の体育会TVにて、那須川天心が2022年3～4月に開催される予定のRISEでの試合を最後にキックボクシングを引退してボクシングに転向することを正式発表した。天心は2019年の時点で「ボクシングの試合をするなら53.5kgバンタム級に落とす事も検討している」とコメントしていた。鈴木秀明はさらに軽い52.1kgスーパーフライ級に落とす事も進言するとともに「那須川選手のボクシングでの大きな夢を、体重を増やすことによって邪魔しちゃいけない」とコメントしている。
6月1日、RIZINの榊原信行が記者会見を行い、6月13日に東京ドームを抑え、中立な大会で両者の試合を実現させる予定であったが、上述の試合で武尊が右拳を負傷した為実現に至らず、代わりにRIZIN単独でRIZIN.28を開催することになったとの経緯を語った。翌日、K-1の中村拓己プロデューサーが囲み取材を行い、中立なリングでの試合に向けて調整に入っていたとの補足説明を行った。しかし、この時点で那須川天心は6月13日RIZIN.28、9月23日RISE WORLD SERIES 2021 YOKOHAMA、12月31日RIZINでのRIZINラストマッチ、2022年3～4月のRISEでのキックボクシング引退試合の4試合が既に内定しており、この期間の間に天心に充分な試合間隔を空けての中立な大会を挟むことは日程的に不可能な状態となっていた。
9月9日、テレビ朝日『アメトーーク!』にて「キックボクシング大好き芸人」が放送され、メインテーマで那須川天心と武尊が紹介され、番組内でも両者の対戦を期待された。天心はスペシャルゲストとして登場し、2020年12月31日にRIZINに来場した武尊とのやり取りを明かした。放送終了後に武尊は自身のインスタグラムを更新し、「こうやって格闘技が人気番組で取り上げて貰えるのは嬉しい。もっと盛り上げます」とファンにメッセージを送った。
10月23日、那須川天心と武尊の試合が消滅したとの報道が流れるが、直後に武尊が自身のツイッターにて「不確定な記事出すのやめてほしい。叩かれるのは選手。答えが出た時に発表するし、今も毎日のように実現に向けて話し合いして試合に向けて準備しています」とコメントした。
12月11日、武尊が自身のツイッターにて「年末まで一ヶ月も切って何も発表出来てないこの現状が期待してくれているみんなに本当に申し訳ないしSNSで毎日たくさんの意見を貰うけど僕自身も悔しい気持ちしかない。その時が来たら必ず自分の口から正式発表します。もう少しだけ待っていてください。僕は戦えると信じています」とコメントし那須川天心戦へ向けた試合実現への意欲を記した。一方で大晦日のRIZINへの出場を表明していた天心も自身のツイッターにて「俺の！！試合は！！いつ決まるんだー！！！！あー！！！」との思いの丈を明らかにする声明を出した。

### 試合映像
1. ↑  『Full Fight | 那須川天心 vs. 武尊 / Tenshin Nasukawa vs. Takeru - THE MATCH 2022』RIZIN公式YouTubeチャンネル、2022年。
2. ↑  『那須川 天心 vs 武尊/Nasukawa Tenshin vs Takeru 22.6.19「Yogibo presents THE MATCH 2022」』K-1公式YouTubeチャンネル、2022年。
3. ↑  『那須川天心 vs 武尊／Tenshin Nasukawa vs Takeru｜2022.6.19 #THEMATCH2022【OFFICIAL】』RISE公式YouTubeチャンネル、2022年。